# اندامارکا (اورورو)
اندامارکا (اورورو) (به اسپانیایی: Andamarca (Oruro)) یک منطقهٔ مسکونی در بولیوی است که در Oruro Department واقع شده‌است.

## خصوصیات
اندامارکا ۳۰۲ نفر جمعیت دارد و ۳٬۷۴۸ متر بالاتر از سطح دریا واقع شده‌است.